# باربي وتشيلسي: عيد الميلاد المفقود
باربي وتشيلسي: عيد الميلاد المفقود (الإنجليزية : Barbie & Chelsea: The Lost Birthday) هو الفيلم الثالث في سلسلة Dreamhouse Adventures والعمل ال38 من سلسلة الرسوم المتحركة المتعلقة بشخصية باربي، صدر بتاريخ 16 أبريل 2021 على نتفليكس للمخرج كاسي سيموندز. ويدور حول علاقة باربي وأختها الصغيرة تشيلسي لأول مرة.

## بطاقة تقنية
- العنوان الأصلي: Barbie & Chelsea: The Lost Birthday
- العنوان العربي: باربي وتشيلسي: عيد الميلاد المفقود
- إخراج: كاسي سيموندس
- سيناريو: آن أوستن ونيت فيدرمان
- موسيقى: The Math Club
- إنتاج: آدم بونيت (تنفيذي)؛ فريد سولي (تنفيذي)؛ كريستوفر كينان (تنفيذي)؛ آن أوستن (المدير التنفيذي المشارك)؛ نيت فيدرمان (المدير التنفيذي المشارك)
- شركة إنتاج: Mainframe Studios ، Mattel Television ، WOW! Unlimited Media
- دولة: الولايات المتحدة
- اللغة الأم: الإنجليزية
- صيغة: الوان - صوت ستيريو
- تصنيف: فيلم رسوم متحركة
- المدة: 60 دقيقة
- تواريخ الإصدار:
  -  الولايات المتحدة: 16 أبريل 2021 (نتفليكس) [3]
  -  الإمارات العربية المتحدة: 16 أبريل 2021 (كرتون نتورك بالعربية)
  -  إسبانيا: 16 أبريل 2021 (نيتفليكس)
  -  أستراليا: 27 مارس 2021 (9Go!)

## توزيع
| - America Young : باربي / داربي - Cassidy Naber : شيلسي / كيلسي - Cassandra Morris : ستايسي / لايسي - Kristen Day : سكيبر / سنيبر - Lisa Fuson : مرغريت / والدة الفيل - Greg Chun : جورج / والد الفيل - Laila Berzins : ارلين / الببغاء / النورس |

## اغاني الفيلم
- أعد اختراع اليوم ! (Make A New Day) - يؤديها نادي الرياضيات
- أعد اختراع اليوم ! (كرر) (جعل يوم جديد - تكرار) - يؤديها نادي الرياضيات

## روابط خارجية
- باربي و تشيلسي : عيد الميلاد المفقود على موقع IMDb (الإنجليزية)
- باربي و تشيلسي : عيد الميلاد المفقود على موقع روتن توميتوز (الإنجليزية)
- باربي و تشيلسي : عيد الميلاد المفقود على موقع نتفليكس (الإنجليزية)
- باربي و تشيلسي : عيد الميلاد المفقود على موقع قاعدة بيانات الفيلم (الإنجليزية)
- باربي و تشيلسي : عيد الميلاد المفقود على موقع ليتربوكسد (الإنجليزية)

### روابط خارجية
- باربي وتشيلسي: عيد الميلاد المفقود على موقع IMDb.com
- https://www.awn.com/news/barbie-chelsea-lost-birthday-hits-netflix-april-16
- https://www.animationmagazine.net/streaming/barbie-chelsea-the-lost-birthday-joins-netflix-april-premieres/